# Пистолет-пулемёт Шпагина
7,62-мм пистолет-пулемёт образца 1941 года системы Шпагина (ППШ) — советский пистолет-пулемёт, разработанный в 1940 году конструктором Г. С. Шпагиным под патрон 7,62×25 мм ТТ и принятый на вооружение Красной Армии 21 декабря 1940 года. ППШ наряду с ППС-43 являлся основным пистолетом-пулемётом РККА в Великой Отечественной войне.
К середине 1960-х годов ППШ был снят с вооружения Советской Армии и постепенно заменён автоматом Калашникова. На вооружении подразделений военизированной охраны и МВД ряда стран СНГ состоит и до сих пор.
Также в послевоенный период ППШ в огромных количествах поставлялся в дружественные СССР страны, длительное время состоял на вооружении армий различных государств, использовался нерегулярными формированиями и на протяжении XX века применялся в вооружённых конфликтах по всему миру.
На данный момент продаётся гражданским лицам как охотничий карабин для любительской стрельбы с незначительными доработками (переводчик огня подварен в положении для одиночных выстрелов, в магазине установлен ограничитель на 10 патронов, может быть сделано кернение дульного среза и чашки затвора в районе ударника).

## События
В 1940 году Наркомат вооружения дал техническое задание оружейникам на создание пистолета-пулемёта, близкого или превосходящего по тактико-техническим характеристикам пистолет-пулемёт ППД-34/40, но более технологичного и адаптированного к массовому производству (в том числе на неспециализированных машиностроительных предприятиях).
В 1940 году Наркомат вооружения дал запрос оружейникам на создание пистолета-пулемёта, части которого могли бы быть изготовлены при минимальной механической обработке, что практически означало необходимость применения штампованных деталей. К осени 1940 года на рассмотрение были представлены конструкции пистолетов-пулемётов Г. С. Шпагина и Б. Г. Шпитального.
Полигонные испытания и технологическая оценка предъявленных к рассмотрению образцов в конце ноября 1940 года показали, что при близких боевых качествах обоих проектов пистолет-пулемёт Шпагина был намного более технологичен в производстве. Для производства необходимых 87 деталей требовалось 5,6 станко-часов, в то же время производство необходимых 95 деталей ПП Б. Г. Шпитального требовало 25,3 станко-часов, то есть почти в пять раз больше.
Первый ППШ был изготовлен 26 августа 1940 года, в октябре 1940 года была изготовлена испытательная партия — 25 штук.
В конце ноября 1940 года, по результатам полигонных испытаний и технологической оценки предъявленных к рассмотрению образцов ППШ был рекомендован к принятию на вооружение.

Живучесть сконструированного Шпагиным образца была проверена 30 000 выстрелов, после чего ПП показал удовлетворительную кучность стрельбы и исправное состояние деталей. Надёжность автоматики проверялась стрельбой под углами возвышения и склонения в 85°, при искусственно запыленном механизме, при полном отсутствии смазки (все детали промывались керосином и насухо протирались ветошью), отстрелом без чистки оружия 5000 патронов. Всё это позволяет судить об исключительной надёжности и безотказности оружия наряду с высокими боевыми качествами.
— Д. Н. Болотин. «История советского стрелкового оружия».
21 декабря 1940 года пистолет-пулемёт системы Шпагина образца 1941 года был принят на вооружение Красной армии. До конца 1941 года было изготовлено более 90000 штук. За 1942 год фронт получил 1,5 миллиона пистолетов-пулемётов.

## Конструкция
ППШ представляет собой автоматическое ручное огнестрельное оружие, предназначенное для ведения огня очередями и одиночными выстрелами.
Автоматика работает по схеме использования отдачи со свободным затвором. Огонь ведётся с заднего шептала (затвор перед выстрелом находится в крайнем заднем положении, после спуска он идёт вперёд, досылает патрон, накалывание капсюля производится в момент завершения досылания), затвор в момент выстрела не фиксируется. Подобная схема часто используется при разработке пистолетов-пулемётов. При всей своей простоте, такое решение требует использовать массивный затвор, увеличивающий общую массу оружия. Кроме того, оружие, использующее такую схему перезарядки, может выстрелить в результате сильного удара (например, при падении), если от удара затвор из крайнего переднего (нефиксированного) положения откатится по направляющим дальше окна подачи патронов магазина, или из крайнего заднего — сорвётся со стопора.
Спусковой механизм допускает ведение стрельбы очередями и одиночными выстрелами, с открытого затвора. Ударник размещён неподвижно в зеркале затвора. Переводчик размещается внутри спусковой скобы, перед спусковым крючком. Предохранитель представляет собой ползун, расположенный на рукоятке взведения затвора. Предохранитель во включённом состоянии запирает затвор в переднем или заднем положении.
Как и ППД, ППШ имеет ствольную коробку, слитую с кожухом ствола, затвор с предохранителем на рукоятке взведения, переводчик огня в спусковой скобе перед спусковым крючком, перекидной прицел и деревянную ложу. Но при этом ППШ существенно технологичнее: точной механической обработки требует только ствол, затвор был выполнен на токарном станке с последующей грубой фрезеровкой, а почти все остальные металлические детали могут изготавливаться штамповкой.
Дульный тормоз-компенсатор представляет собой выступающую вперед за дульный срез часть кожуха ствола (скошенная пластина с отверстием для прохождения пули, по бокам от которой в кожухе имеются сквозные окна). За счёт реактивного действия пороховых газов при выстреле дульный тормоз-компенсатор значительно уменьшает отдачу и «задирание» ствола вверх.

Ложа изготавливалась из дерева, в основном из берёзы. ППШ-41 сначала комплектовались барабанными магазинами от ППД-40 ёмкостью 71 патрон. Но так как барабанные магазины в боевых условиях показали себя ненадёжными, излишне тяжёлыми и дорогими в производстве, к тому же требовали ручной индивидуальной подгонки под каждый конкретный пистолет-пулемёт, они были заменены на разработанные в 1942 году секторные магазины ёмкостью 35 патронов.
Прицельные приспособления поначалу состояли из секторного прицела (дальностью от 50 до 500 м и шагом 50 м) и неподвижной мушки. Позже был введён перекидной L-образный целик для стрельбы на 100 и 200 метров. Поскольку прицельная дальность является исключительно условной, субъективной характеристикой, то ППШ раннего выпуска, как и большинство довоенных пистолетов-пулемётов, имел секторный прицел, размеченный до 500 метров, однако впоследствии производилась упрощённая версия с прицелом до 200 метров, — при этом характеристики самого оружия де-факто остались прежними, но новый прицел был намного проще в изготовлении и вполне соответствовал реальному боевому применению этого оружия. В целом, при ближнем ознакомлении, в глаза бросались грубое исполнение, неаккуратность стыков и заделки швов. При встряхивании слышался стук частей из-за больших допусков на размеры деталей. Существенным недостатком конструкции был переводчик огня, а также приёмник магазина — тонкий паз на торце приёмника требовал сноровки и навыков бойца при замене магазина, что особенно усугублялось зимой, когда для этого необходимо было снять рукавицы.

### Спусковой механизм
Спусковой механизм — агрегатно-съёмный, смонтирован в спусковой коробке вместе со спусковой скобой и имеет переводчик режимов стрельбы — одиночными выстрелами и очередями произвольной длины (темп стрельбы при этом около 1000 выстр./мин.).

### Ударный механизм
Типичный для массовых пистолетов-пулемётов простой ударный механизм с возвратно-боевой пружиной, ударник жёстко закреплён в затворе, боевой взвод расположен на затворе.
Предохранитель ползункового типа расположен на рукоятке взведения затвора и обеспечивает его блокировку в вырезах ствольной коробки в переднем положении, исключающем отведение затвора, и на боевом взводе.

## Характеристика
При прицельной дальности 500 м (у раннего варианта), действительная дальность огня очередями составляет около 200 м, — показатель, ощутимо превосходящий средний уровень оружия этого класса. Кроме того, благодаря использованию патрона 7,62×25 мм ТТ, в отличие от 9×19 мм Парабеллум или .45 АСР (используемых в зарубежных ПП), а также сравнительно длинному стволу, была достигнута значительно большая дульная скорость пули (550 м/с против 375-400 м/с у МП-40 и 280—290 м/с у ПП под .45 АСР), давшая лучшую настильность траектории, что позволяло одиночным огнём уверенно поражать цель на дистанциях до 200—250 м, а также вести огонь на большее — вплоть до 300 и более метров — расстояние, компенсируя понижение точности большей скорострельностью или сосредоточенным огнём нескольких стрелков. Высокая скорострельность, с одной стороны, приводила к большому расходу боеприпасов (за что ПП получил прозвище «пожиратель патронов»), с другой — обеспечивала высокую плотность огня, что давало преимущество в ближнем бою.
Живучесть ППШ, в особенности с коробчатым магазином, весьма высока. Чистый и смазанный ППШ является надёжным оружием. Неподвижно закреплённый боёк является причиной задержек стрельбы при загрязнении чашечки затвора копотью или попадании пыли на загустевшую смазку: по воспоминаниям ветеранов Великой Отечественной, при передвижении в открытых автомашинах или на броне по грязным дорогам ППШ почти всегда прятали под плащ-палатку. К недостаткам можно отнести сравнительно большие размеры и массу, сложность замены и снаряжения барабанного магазина, недостаточно надёжный предохранитель, а также возможность самопроизвольного выстрела при падении на твёрдую поверхность (что вообще характерно для оружия со свободным затвором), что могло приводить к несчастным случаям; невысокой живучестью обладал фибровый амортизатор, смягчающий удар затвора по ствольной коробке в заднем положении, после износа амортизатора затвор разбивал заднюю часть коробки. К преимуществам ППШ можно также отнести большую ёмкость барабанного магазина (71 патрон) по сравнению с МП-40 (32 патрона), но большее количество патронов значительно увеличивало вес и габариты оружия, а надёжность барабанного магазина была сравнительно невысока. Коробчатый магазин был легче и надёжнее, однако снаряжение его патронами представляло большую сложность из-за перестроения патронов на выходе из двух рядов в один: очередной патрон нужно было подвести под губки движением вниз-назад. С другой стороны, к примеру, магазин системы Шмайссера, использовавшийся в немецких и английских пистолетах-пулемётах, также имел перестроение патронов из двух рядов в один. Для облегчения снаряжения коробчатых магазинов ППШ существовало специальное приспособление.
Из-за наличия дульного тормоза-компенсатора соседний стрелок, оказавшийся на расстоянии до 2-3 м сбоку дульного среза, может получить баротравму или разрыв барабанной перепонки. ППШ-41 легко идентифицировать по высокому темпу стрельбы, похожему на стрекотание швейной машинки, а в темноте — по трём языкам дульного пламени, вырывающимся из верхнего и боковых отверстий кожуха.

### Кучность боя и эффективность огня
| Сердцевинные полосы рассеивания лучшей половины попаданий, | Сердцевинные полосы рассеивания лучшей половины попаданий, | Сердцевинные полосы рассеивания лучшей половины попаданий, | Сердцевинные полосы рассеивания лучшей половины попаданий, | Сердцевинные полосы рассеивания лучшей половины попаданий, |
| расстояние, м                                              | по высоте, см                                              | по высоте, см                                              | по ширине, см                                              | по ширине, см                                              |
|                                                            | одиночными                                                 | короткими очередями                                        | одиночными                                                 | короткими очередями                                        |
| ---------------------------------------------------------- | ---------------------------------------------------------- | ---------------------------------------------------------- | ---------------------------------------------------------- | ---------------------------------------------------------- |
| 50                                                         | 10                                                         | 15                                                         | 10                                                         | 14                                                         |
| 100                                                        | 20                                                         | 30                                                         | 20                                                         | 27                                                         |
| 150                                                        | 31                                                         | 45                                                         | 30                                                         | 40                                                         |
| 200                                                        | 42                                                         | 60                                                         | 40                                                         | 50                                                         |
| 250                                                        | 53                                                         | 75                                                         | 50                                                         | 66                                                         |
| 300                                                        | 64                                                         | 90                                                         | 60                                                         | 80                                                         |

Для поражения одиночного бойца противника (ростовой мишени) при ведении огня короткими очередями из приведённого к нормальному бою оружия был необходим 1 патрон на дистанции до 100 м, 2 — на дистанции в 150 м, 3 — на дистанции в 200—250 м, и 4 патрона на дистанции в 300 м.

### ТТХ патрона
| 7,62×25 мм ТТ                | 7,62×25 мм ТТ |
| ---------------------------- | ------------- |
| Страна-производитель         | СССР          |
| Калибр, мм                   | 7,62 мм       |
| Настоящий калибр пули, мм    | 7,85 мм       |
| Масса пули, г                | 5,52          |
| Масса патрона, г             | 10,2—11       |
| Длина гильзы, мм             | 25,1          |
| Длина патрона, мм            | 35            |
| Начальная скорость пули, м/с | 424—455       |
| Энергия пули, Дж             | 508—576       |
| Масса порохового заряда, г   | 0,48—0,52     |

### ППШ-2
У ППШ были не только преимущества, но и недостатки, такие как большие габариты и масса, а также невысокое качество изготовления, что суммарно крайне значительно затрудняло применение этого оружия в условиях узких окопов и тесных помещений в городских боях, а также разведчиками, десантниками и экипажами боевых машин. К тому же, в условиях военного времени необходимо было снизить затраты на массовое производство пистолетов-пулемётов.
В 1942 году был объявлен конкурс на более лёгкий, компактный и дешёвый в производстве пистолет-пулемёт, не уступающий ППШ по характеристикам. В конкурсе участвовали В. А. Дегтярёв, Г. С. Шпагин, Н. В. Рукавишников, С. А. Коровин.
ППШ-2, несмотря на сокращение количества деталей по сравнению с ППШ-41, не стал легче базовой модели. Вес ППШ-2 со снаряжённым магазином и допкомплектом не удовлетворял заказчика. Победу в конкурсе одержал пистолет-пулемёт Судаева.

## Развёртывание массового производства
ППД ввиду особенностей технологического характера оказался малопригоден для выпуска крупными сериями, к тому же производство его обходилось весьма недёшево: один ППД с комплектом ЗИП обходился в 900 рублей в ценах 1939 года — при том, что ручной пулемёт ДП с ЗИП обходился в 1150 рублей. ППШ был изначально рассчитан на возможность производства на любом промышленном предприятии, имеющем маломощное прессовое оборудование, что оказалось весьма кстати в годы Великой Отечественной войны. Выпуск ППШ в июле 1941 года начал завод НКВ СССР в подмосковном городе Загорске. Этот завод первоначально готовился к выпуску ППД. Однако вскоре с приближением германских войск к Москве завод был эвакуирован в город Вятские Поляны Кировской области. Барабанные магазины к ППШ выпускались в подмосковном посёлке Лопасня. Этот завод был также эвакуирован туда же.
В 1938 году в селе Вятские Поляны была открыта шпульная фабрика для обслуживания нужд текстильной промышленности, село получило статус рабочего посёлка. С началом Великой Отечественной войны, осенью 1941 года в Вятские Поляны из подмосковного Загорска был эвакуирован машиностроительный завод. Его оборудование для производства пистолета-пулемёта ППШ устанавливалось на территории шпульно-катушечной фабрики. Первые пистолеты-пулемёты были отправлены на фронт уже в конце ноября 1941 года. В 1942 году было произведено 1,5 миллиона единиц. Конструкторское бюро завода возглавил создатель пистолета-пулемёта Георгий Семёнович Шпагин. В этом году рабочий посёлок получил статус города. За годы войны коллектив Вятско-Полянского машиностроительного завода выпустил более 2,5 миллионов пистолетов-пулемётов ППШ. Помимо Вятско-Полянского машиностроительного завода ППШ также массово выпускался и на других предприятиях, таких как Завод имени Дегтярёва, Дизелестроительный завод имени С. М. Кирова (Токмак), Машиностроительный завод имени С. М. Кирова (Алма-Ата), Первый государственный подшипниковый завод (ГПЗ-1), Электромеханический завод «Звезда», «Дальзавод» во Владивостоке и другие.
Большинство деталей ППШ было выполнено штамповкой на маломощном прессовом оборудовании, имевшемся практически на любом промышленном предприятии, а остальные, кроме ствола (унифицированного по каналу с трёхлинейным винтовочным) — преимущественно токарной или грубой фрезерной обработкой. На его изготовление уходило вдвое меньше времени, чем на производство его предшественника — ПП Дегтярёва, значительно была снижена и металлоёмкость, причём боевые качества при этом повысились (по сравнению с ППД-40, состоящим из 95 частей ППШ можно было производить за 7,3 часа, что было намного быстрее, чем ППД, который был произведён за 13,7 часа). Себестоимость ППШ в 1941 году, то есть, на самом раннем этапе его освоения в производстве, составляла 500 рублей, что уже было по порядку сравнимо со стоимостью винтовки образца 1891/30 гг. в тот же период — 163 рубля, и ощутимо ниже цены самозарядной винтовки СВТ, которая по довоенным планам должна была к 1942 году стать основным стрелковым оружием в Красной Армии — 713 рублей на 1940 год, правда с запланированным в перспективе снижением до 508 рублей. Кроме того, для его изготовления не требовалось никаких остродефицитных в военное время материалов, вроде высокопрочных легированных сталей, необходимых для обеспечения прочности деталей автоматических винтовок под мощные патроны.
Причём, по мере развёртывания всё более массового производства и внесения изменений в конструкцию себестоимость ППШ снижалась и далее, так что к 1943 году она составила уже 142 рубля. В результате за годы войны было выпущено около 6 миллионов экземпляров этого ПП, а более «нишевого», предназначенного преимущественно для экипажей бронетехники, ПП Судаева, который отличался ещё большей технологичностью, — порядка полумиллиона.

## Эксплуатация и боевое применение
Развёртывание всё более массового производства, наряду с высокими для пистолета-пулемёта боевыми качествами — одиночный огонь из ППШ был эффективен до 300—350 м, а короткими очередями до 200, предопределило ведущую роль этого ПП в системе лёгкого стрелкового вооружения РККА военного периода начиная уже со второго года войны.
Ими снабжались целые роты и батальоны автоматчиков, появившиеся в составе Красной Армии к концу 1942 года. К концу войны этим оружием было вооружено порядка 55 % бойцов Красной Армии, и оно стало неотъемлемой частью образа советского солдата военной поры.
Широкое использование ПП в годы войны оказало существенное влияние на формирование тактики пехотного боя и системы вооружения Советской армии в послевоенный период, когда большое значение стало придаваться ведению плотного автоматического огня вдоль всего фронта, в ущерб точности стрельбы, а автомат Калашникова вытеснил более точный, но менее скорострельный карабин Симонова, в то время, как на Западе, особенно в США, ещё долгое время (вплоть до середины-конца 60-х гг.) продолжала развиваться идеология точного самозарядного оружия под мощные патроны, иногда с возможностью ведения огня очередями в критический момент боя, аналогичного советским довоенным разработкам — АВС и СВТ.

### В ходе Великой Отечественной войны
- СССР — ППШ являлся самым массовым пистолетом-пулемётом Красной Армии в годы Великой Отечественной войны, также был оружием партизан. Он поставлялся союзникам и поступал на вооружение иностранных воинских формирований на территории СССР. ППШ вооружались подразделения войск НКВД[14]

-  Чехословакия — 1-й отдельный Чехословацкий пехотный батальон под командованием Л. Свободы получил ППШ в октябре 1942 года, в дальнейшем их получили другие подразделения Чехословацкого армейского корпуса
-  Польша — в 1943 году ППШ получила 1-я польская пехотная дивизия имени Т. Костюшко, а позднее — и другие польские части (в июне 1950 года их производство началось на оружейном заводе в городе Радом);
-  Социалистическая Республика Румыния — в 1944—1945 гг. некоторое количество ППШ было передано на вооружение 1-й румынской пехотной дивизии им. Тудора Владимиреску, после окончания войны дополнительное количество было получено из СССР для румынской армии. Использовались под наименованием PM Md. 1952.
-  Югославия — в 1944 году ППШ получили части Народно-освободительной армии Югославии , после войны ППШ оставался на вооружении Югославской Народной Армии.
-  ВНР  — первым венгерским подразделением, получившим ППШ в феврале 1945 года стала рота венгерских добровольцев при 144-м батальоне 83-й отдельной бригады морской пехоты РККА. После войны ППШ оставались на вооружении Венгерской Народной Армии под названием 48M.

- Третий рейх — трофейные ППШ под наименованием Maschinenpistole 717(r) поступали на вооружение вермахта, СС и иных военизированных формирований нацистской Германии и её сателлитов.
- Италия - в 1941-1943 гг. трофейные ППШ использовались итальянскими войсками на Восточном фронте, некоторое количество сохранилось в подразделениях после возвращения их в Италию (и после капитуляции Италии и разоружения итальянских войск немцами в сентябре 1943 года несколько ППШ оказалось у итальянских партизан)[20].
- Финляндия — трофейные ППШ использовались в финской армии, также были «переделки» под 9 мм.
- Болгария — в период после 9 сентября 1944 года СССР передал болгарской армии партию ППШ, которые использовались в ходе боевых действий 1944—1945 гг.[21]

### После 1945 года
После войны ППШ в значительном количестве поставлялись за рубеж, главным образом, в страны Варшавского договора и иные дружественные к СССР государства. Значительное количество было поставлено в Китай.
ППШ вооружались команды по охране особо важных объектов военизированной охраны Министерства путей сообщения СССР.
ППШ массово использовался в войнах второй половины ХХ столетия и нередок в конфликтах даже начала XXI века:
- Австрия — после создания вооружённых сил Австрии в 1955 году на вооружение первых подразделений поступило оружие американского и советского производства (в том числе, ППШ); в 1958 году было принято решение о стандартизации используемого стрелкового оружия, но даже после начала перевооружения на StG.58, ППШ официально оставались на вооружении и в 1961 году[23]
- Албания — в 1945 году первые ППШ получила Национально-освободительная армия Албании[24], они оставались на вооружении вооружённых сил Албании по меньшей мере до 1994 года[25]
- ГДР — некоторое количество было передано на вооружение народной полиции и армии ГДР под наименованием MPi 41
- Китай — с 1960 года в войсках началась постепенная замена советских ППШ и китайских «тип 50» на автоматы «тип 56»[26]
- КНДР — в 1950—1953 годы советские, китайские и северокорейские варианты ППШ находились на вооружении Корейской народной армии и интенсивно применялись в ходе Корейской войны.
- Куба — в начале 1960-х годов некоторое количество ППШ было получено кубинским правительством, в апреле 1961 года они применялись при отражении десанта «бригады 2506» в заливе Свиней[27], позже они были переданы в отряды территориальной самообороны "милисианос"[28].
- Вьетнам — в начале 1960-х годов ППШ находились на вооружении Вьетнамской Народной армии, они применялись в начальный период вьетнамской войны. В дальнейшем, в течение войны они были постепенно сняты с вооружения частей регулярной армии и переданы на вооружение отрядов сил территориальной обороны[29]
- Ангола — по состоянию на ноябрь 1966 года, некоторое количество ППШ находилось на вооружении партизан МПЛА в Анголе[30]
- Иордания — по состоянию на 1968 год, некоторое количество ППШ находилось на вооружении палестинских военизированных формирований в Иордании, применялись бойцами местных отрядов самообороны в сражении при Караме[31].
- Афганистан подписал соглашение с СССР о приобретении партии советского стрелкового оружия в августе 1956 года, первые ППШ были получены из СССР в октябре 1956 года[32], в дальнейшем ППШ состоял на вооружении армейских подразделений по меньшей мере, до 1980 года[33], а затем, в 1980-е годы, использовался подразделениями народной милиции ДРА[34]. Также значительное количество ППШ находилось на вооружении студенческих «отрядов защиты революции», народных ополченцев и территориальных отрядов самообороны, воевавших с душманами в 1981[35][36] и даже в 1986 году[37].
- Никарагуа — были получены после революции 1979 года, некоторое количество ППШ находились на вооружении территориальных отрядов Сандинистской народной милиции («милисианос») по меньшей мере до середины 1985 года[38].
- По меньшей мере до 1980-х годов ППШ использовались армейскими и военизированными подразделениями в некоторых африканских странах.
- Беларусь — решение о сокращении количества хранившихся на складах ППШ было принято в 2002 году[39], в декабре 2005 года они были сняты с вооружения[40].
- Россия - некоторое количество ППШ оставалось на складском хранении даже в 2020 году (они использовались при проведении военных парадов)[41]
- Украина — после провозглашения независимости в 1991 году советские склады мобилизационного резерва оказались в распоряжении министерства обороны Украины. По состоянию на 14 июля 2005 года на хранении министерства обороны Украины имелось 350 000 шт. ППШ[42]. 23 ноября 2005 года правительство Украины подписало соглашение с Агентством НАТО по материально-техническому обеспечению и снабжению (NAMSA), в соответствии с которым приняло на себя обязательства начать уничтожение избыточных запасов вооружения и боеприпасов в обмен на предоставление материально-финансовой помощи. Началась распродажа излишнего оружия (в том числе, ППШ)[43]; по состоянию на 15 августа 2011 года, на хранении министерства обороны оставалось 300 тыс. ППШ[44], однако 29 февраля 2012 года было утверждено решение о утилизации 47 шт. ППШ[45]
- Хорватия — в 1990е годы советские ППШ и югославские М49 использовались вместе с копиями хорватского производства[46]

В ходе войны в Ираке некоторое количество советских ППШ использовалось против войск США в начавшемся 8 ноября 2004 года сражении за Фаллуджу.
В ходе войны в Донбассе ППШ ограниченно использовались «Народным ополчением Донбасса», преимущественно в городских боях.

## Варианты и модификации
- СССР — ППШ обр.1941 г. , с барабанным магазином на 71 патрон и секторным прицелом с десятью делениями для стрельбы на дистанцию от 50 до 500 м. Производство первой партии из 400 шт. на заводе № 367 началось в ноябре 1940 года, ещё до официального принятия пистолет-пулемёта на вооружение[48].
- СССР — ППШ обр.1942 г., с коробчатым магазином на 35 патронов, прицелом в виде поворотного целика для стрельбы на 100 и 200 м, более надёжной защёлкой магазина, хромированной поверхностью канала ствола. Производство секторных магазинов было начато 12 февраля 1942 года, первые партии были изготовлены из листовой стали толщиной 0,5 мм, но опыт эксплуатации в войсках выявил их недостаточную механическую прочность и в дальнейшем магазины изготавливали из листовой стали толщиной 1 мм[49].
- СССР — кустарные и полукустарные варианты ППШ военного времени:

- «изделие № 86»  — пистолеты-пулемёты, изготовленные на заводе № 310 в Кандалакше. Образцом послужил ППШ обр. 1941 года, первый пистолет-пулемёт был изготовлен 25 января 1941 года, всего выпущено 100 шт. (в связи с отсутствием чертежей, детали пистолетов-пулемётов подгонялись вручную и не являлись взаимозаменяемыми). После получения технической документации завод выпустил ещё 5650 серийных ППШ.
- летом 1942 года один пистолет-пулемёт ППШ вручную изготовил мастер П. В. Чигринов в оружейной мастерской партизанской бригады «Разгром», действовавшей в Минской области Белоруссии, ещё один весной 1943 года изготовил воентехник 1-го ранга В. А. Седов;
- ещё один пистолет-пулемёт был восстановлен из деталей ППШ обр. 1941 года партизаном Е. А. Мартынюком в отряде им. С. Г. Лазо (в составе партизанской бригады им. В. М. Молотова, действовавшей в Пинской области Белоруссии) — ствол, затвор и магазин были взяты от стандартного серийного ППШ обр. 1941 года, а кожух ствола, ствольная коробка, спусковая скоба и деревянная ложа были изготовлены кустарным способом;
- в деревне Заозёрье, в оружейной мастерской партизанской бригады «Чекист», действовавшей в Могилёвской области Белоруссии инженеры Л. Н. Николаев и П. И. Счеславский в период с 30 марта до 3 июля 1943 года изготовили десять ППШ, всего до июля 1944 года здесь было изготовлено 122 ППШ. При их производстве использовали детали не подлежавшего восстановлению оружия (например, ствол «партизанских ППШ» делали из части винтовочного ствола), недостающие детали изготавливали из конструкционной стали

- Третий рейх — MP.41(r), модификация ППШ под патрон 9×19 мм «Parabellum», у которых заменяли ствол и приёмник магазина, для использования стандартных коробчатых магазинов от MP 38/40. Переделка начата в 1944 году и производилась в оружейных мастерских концлагеря Дахау[54], всего выпущено около 10 тыс. шт.
- Иран — с 1942 года выпускался для СССР на Тегеранском пулемётном заводе (под наименованием «модель 22»)[55], всего выпущено несколько десятков тысяч единиц[56], из них до конца 1944 года было фактически поставлено в СССР — 9586 шт.[57]. Отличительная особенность — клеймо в виде короны[58].
- Социалистическая Республика Румыния — производился под наименованием PM PPȘ Md. 1952.
- ВНР — в 1949—1955 годы выпускался под наименованием «7.62mm Géppisztoly 48.Minta».
- Китай — после окончания Второй мировой войны производился под наименованием «Тип 50». В конструкцию и технологию производства были внесены незначительные изменения в связи с адаптацией к особенностям китайской промышленности.
- КНДР — после окончания Второй мировой войны производился под наименованием «модель 49».«модель 49»
- Югославия — в 1949—1992 годы производился пистолет-пулемёт М49 , имевший некоторые конструктивные отличия от ППШ. Также выпускались варианты этого пистолета-пулемёта — М49/56 и М49/57.
- Вьетнам — в период вьетнамской войны 1964—1973 годов производилась модификация ППШ — пистолет-пулемёт К-50.
- Хорватия-Застава М 49 и его разновидности. Активно использовался в годы войны в Хорватии и Боснии. Основан на ППШ.

### Конверсионные образцы
- PPS-50 — самозарядный вариант под малокалиберный патрон .22 LR, выпускается фирмой «Pietta».
- SR-41 Semi-Auto Rifle — самозарядный вариант, выпускался с 2000 года компанией «Inter-Ordnance of America» под патрон 7,62х25 мм[59] и 9×19 мм. Отличается удлинённым стволом.
- SKL-41 — самозарядный вариант под патрон 9×19 мм. Выпускается с 2008 года.
- PPSH 41 SemiAuto — самозарядный вариант под патрон 7,62×25 мм, с удлинённым до 16 дюймов стволом (полностью закрытым кожухом ствола) и конструктивными изменениями (стрельба ведется с закрытого затвора). Выпускается фирмой «Allied Armament» (США)[60].
- ВПО-135 — самозарядный карабин под патрон 7,62×25 мм, разработан в 2013 году Вятско-Полянским оружейным заводом «Молот».
- ППШ-О — самозарядный карабин под патрон 7,62×25 мм, разработан в 2013 году Ковровским заводом им. В. А. Дегтярёва.
- ППШ-Luger — самозарядный карабин под патрон 9×19 мм Luger, разработан в 2014 Ковровским заводом им. В. А. Дегтярёва. Ствол заменён на новодельный под патрон 9×19 мм. Визуально отличается от ППШ-О и ВПО-135 чуть более длинным стволом, входящим в передние вырезы кожуха, образующие компенсатор.
- ВПО-512 ППШ-М «Папаша» — 4,5-мм пневматическая газобаллонная винтовка, изготовленная с использованием основных частей пистолетов-пулемётов ППШ (при сохранении всех технических клейм). Разработана в 2007 году, выпускается с 2008 года Вятско-Полянским оружейным заводом «Молот»[61]
- МР-562К «ППШ» — 4,5-мм пневматическая газобаллонная винтовка с возможностью стрельбы очередями, выпускается Ижевским механическим заводом.

## Пистолет-пулемёт Шпагина в культуре и искусстве
ППШ с барабанным магазином (наряду с винтовкой Мосина со штыком) стал своеобразным символом советского солдата времён Великой Отечественной войны, подобно тому, как MP-40 прочно ассоциируется с солдатом вермахта, а автомат Калашникова — с советским солдатом послевоенного времени. ППШ появляется практически во всех советских и зарубежных фильмах про Великую Отечественную войну. Стал хрестоматийным образ советского воина-освободителя, запечатлённый в огромном количестве памятников, установленных как на территории СССР, так и в странах Восточной Европы: солдат в полевой форме, каске, плащ-накидке, с ППШ.
ППШ встречается в значительном количестве фильмов и в ряде компьютерных игр. В основном его можно встретить в 3D-шутерах о Второй мировой войне в советских кампаниях. Также его можно встретить в большинстве игр о Вьетнамской войне. В играх, сюжет которых происходит в XXI веке, это оружие практически не встречается, однако иногда фанаты добавляют это оружие в игру, создавая модификации.
В 2016 году Тульский Государственный музей оружия разработал интерактивный симулятор «Оружие Героев Архивная копия от 2 февраля 2017 на Wayback Machine», в котором одним из ключевых экспонатов является ППШ-41.
В начале 2020 года специалисты Концерна «Калашников» в ходе проекта «Разрушители оружия» пытались разрушить ППШ путем безостановочной стрельбы. У организаторов закончились боеприпасы (909 патронов) прежде, чем ППШ стал хотя бы работать не штатно. Все возникавшие задержки были вызваны неисправностью магазина.
- Памятник неизвестному солдату в Трептов-парке в Берлине
- Памятник Советской армии (София)
- Памятник в Северной Корее
- Монета Банка России серии «Оружие Великой Победы (конструкторы оружия)», 25 рублей 2019 г., Г.С. Шпагин, пистолет-пулемёт Шпагина

## Видео
- PPSH41 #1 Архивная копия от 6 марта 2016 на Wayback Machine
- PPSH41 #2 Архивная копия от 7 марта 2016 на Wayback Machine
- PPSh-41 Архивная копия от 7 марта 2016 на Wayback Machine
- Allied Armament PPSH 41 SemiAuto — конверсионный вариант, #2 Архивная копия от 6 мая 2016 на Wayback Machine
- Russian PPsh41 Архивная копия от 7 марта 2016 на Wayback Machine
- PPSh-41 #2 Архивная копия от 7 марта 2016 на Wayback Machine